# Rudy Demotte
Rudy W.G. Demotte (ur. 3 czerwca 1963 w Ronse) – belgijski i waloński polityk, były minister na szczeblu krajowym, w latach 2007–2014 premier Walonii, od 2008 do 2019 minister-prezydent wspólnoty francuskiej Belgii.

## Życiorys
Ukończył w 1986 studia w zakresie nauk politycznych i stosunków międzynarodowych na Université Libre de Bruxelles. Rok wcześniej został sekretarzem krajowym Młodych Socjalistów (młodzieżówki Partii Socjalistycznej), w latach 1986–1992 przewodniczył tej organizacji. Od 1988 do 1990 był członkiem gabinetu politycznego Philippe'a Busquina, ministra spraw społecznych.
W 1994 wszedł w skład rady miejskiej Flobecq, w 2000 powołany na urząd burmistrza tej miejscowości (który sprawował w latach 2001–2011). W 1995 po raz pierwszy został wybrany do Izby Reprezentantów z ramienia walońskich socjalistów. Reelekcję uzyskiwał w 1999 i 2003.
W 1999 Guy Verhofstadt powołał go na stanowisko ministra spraw gospodarczych i badań naukowych. Trzy lata później Rudy Demotte przeszedł do administracji wspólnoty francuskiej, w regionalnym gabinecie został ministrem budżetu, kultury i sportu. W 2003 powrócił jednak do rządu federalnego jako minister spraw społecznych i zdrowia.
Wybierany również do Parlamentu Walońskiego (w tym w 2019). 19 lipca 2007 powołano go na stanowisko ministra-prezydenta (premiera) Regionu Walońskiego, na którym zastąpił Elia Di Rupo. Urząd ten sprawował do 22 lipca 2014. 20 marca 2008 dodatkowo przejął funkcję ministra-prezydenta wspólnoty francuskiej w miejsce Marie Areny. Stanowisko to zajmował do września 2019. W latach 2012–2018 był też burmistrzem Tournai. W 2019 został przewodniczącym wspólnotowego parlamentu, którym kierował do końca kadencji w 2024.

## Odznaczenia
Odznaczony Krzyżem Komandorskim Orderu Leopolda.